# لیمبریخت
لیمبریخت (به هلندی: Limbricht) یک منطقهٔ مسکونی در هلند است که در سیتارد-خلین واقع شده‌است. لیمبریخت ۲٬۶۹۰ نفر جمعیت دارد.